# أيوب السختياني
أيوب السختياني العنزي البصري (66 - 131 هـ / 685 - 748 م) هو فقيه عراقي، وسيد من سادات التابعين.

## اسمه ومولده وصفته
أبو بكر أيوب بن أبي تميمة كيسان السختياني العنزي البصري، واسمه كيسان[بحاجة لمصدر]، وكنيته أبو بكر، وهو مولى قبيلة عنزة بن ربيعة. قال إسماعيل بن عُلية: ولد أيوب سنة ست وستين، وقال غيره: ولد قبل الجارف بسنة، سنة ثمان وستين، وقال الذهبي: مولده عام توفي ابن عباس سنة ثمان وستين، وقد رأى أنس بن مالك، وما وجدنا له عنه رواية مع كونه معه في بلد، وكونه أدركه وهو ابن بضع وعشرين سنة. ولقبة السختياني نسبة إلى عمل السختيان أو بيعه.
عن حماد بن زيد قال: ما كنت تسقى أيوب شربه من ماء على القراءة إلا أن تعرفه، كان شعره وافراً، يحلقه من السنة إلى السنة قال: فكان ربما طال فينسجه هكذا، كأنه يفرقُه .

## ثناء العلماء عليه
عن الحسن قال: أيوب سيد شباب أهل البصرة. وكان محمد بن سيرين إذا حدثه أيوب بالحديث يقول: حدثني الصدوق. وعن هشام بن عروة قال: ما قدم علينا من العراق أحد أفضل من ذاك السختياني أيوب. وعن أيوب بن سليمان بن بلال قال: قلت لعبيد الله بن عمر: أراك تتحرى لقاء العراقيين في الموسم. قال: فقال: والله ما أفرح في سنتي إلا أيام الموسم، ألقى أقواماً قد نور الله قلوبهم بالإيمان، فإذا رأيتهم ارتاح قلبي. فمنهم أيوب. قال محمد بن سعد: وكان أيوب ثقة ثبتاً في الحديث، جامعاً عدلاً، ورعاً، كثير العلم، حجة. وعن شعبة قال: حدثني أيوب سيد الفقهاء. وعن سلام بن أبي مطيع قال: ما فُقْنَا أهل الأمصار في عصر قط إلا في زمان أيوب، ويونس، وابن عون، لم يكن في الأرض مثلهم. قال أبو حاتم وسئل عن أيوب فقال: ثقة لا يسأل عن مثله. قال الذهبي: إليه المنتهى في الإتقان. وقال النسائي: ثقة ثبث.
وقال أبو حاتم: سئل ابن المديني: من أثبت أصحاب نافع؟. قال: أيوب، وفضْله، ومالك وإتقانه، وعبيد الله وحفظه. وقال محمد بن أحمد بن البراء بن علي بن المدني: وليس في القوم يعني: هشام بن حسان، وسلمة بن علقمة، وعاصماً الأحول، وخالد الحذاء مثل أيوب، وابن عون، وأيوب أثبت من ابن سيرين ومن خالد الحذاء. وعن أشعث قال: كان أيوب جهبذ العلماء.

## عبادته وخشيته
عن إسحاق بن محمد قال: سمعت مالك بن أنس يقول: كنا ندخل على أيوب السختياني، فإذا ذكرنا له حديث رسول الله صلى الله عليه وسلم بكى حتى نرحمه. وعن هشام بن حسان قال: حج أيوب السختيانى أربعين حجة. وعن سعيد بن عامر عن سلام قال: كان أيوب السختياني يقوم الليل كله فيخفي ذلك إذا كان عند الصبح رفع صوته كأنه قام تلك الساعة.
وروى سليمان بن حرب عن حماد بن زيد قال: كان أيوب في مجلس فجاءته عبرة، فجعل يتمخط ويقول: ما أشد الزكام. وعن ابن شوذب قال: كان أيوب يؤم أهل مسجده في شهر رمضان، ويصلي بهم في الركعة قدر ثلاثين آية، ويصلي لنفسه فيما بين الترويحتين بقدر ثلاثين آية، وكان يقول هو بنفسه للناس الصلاة، ويوتر بهم، ويدعو بدعاء القرآن، ويؤمن من خلفه، وآخر ذلك يصلي على النبي صلى الله عليه وسلم ويقول: اللهم استعملنا بسنته، وأوزعنا بهديه، واجعلنا للمتقين إماماً، ثم يسجد، وإذا فرغ من الصلاة دعا بدعوات.

## زهده وورعه
عن ابن شوذب قال: كان أيوب -يعني: السختياني- إذا سئل عن الشيء ليس عنده فيه شيء قال: سل أهل العلم. وعن حماد عن أيوب قال: أدركت الناس هاهنا وكلامهم: إن قضى وإن قدر. وكان يقول: ليتق الله رجل، فإن زهد فلا يجعلن زهده عذاباً على الناس، فلأن يخفى الرجلُ زهده خير من أن يعلنه. وكان أيوب ممن يخفي زهده، دخلنا عليه فإذا هو على فراش مخمس أحمر فرفعته أو رفعه بعض أصحابنا، فإذا خَصَفة محشوةِ بليفِ. وعن شعبة قال: ما واعدت أيوب موعداً قط إلا قال حين يفارقني: ليس بيني وبينك موعد، فإذا جئت وجدته قد سبقني. وعن بشر بن منصور قال: كنا عند أيوب فعظنا وتكلمنا فقال لنا: كفوا، ولو أردت أن أخبركم بكل شيء تكلمتُ به اليوم لفعلت.
قال حماد بن زيد: كان أيوب صديقاً ليزيد بن الوليد، فلما ولي الخلافة قال أيوب: اللهم أنسه ذكري.

## أدبه وفراره من الشهرة
عن حماد بن زيد قال: ما رأيت رجلاً قط أشد تبسماً في وجوه الرجال من أيوب. وعن حماد قال: رأيت أيوب لا ينصرف من سوقه إلا معه شيء يحمله لعياله، حتى رأيت قارورة الدهن بيده يحملها. فقلت له في ذلك فقال: إني سمعت الحسن يقول: إن المؤمن أخذ عن الله عز وجل أدباً حسناً، فإذا أوسع عليه أوسع، وإذا أمسك عليه أمْسَكَ. قال شعبة: قال أيوب: ذُكِرْت ولا أحب أن أذكر. وقال حماد بن زيد: كان لأيوب برد أحمر يلبسه إذا أحرم وكان يعده كفناً، وكنت أمشي معه، فيأخذ في طرق إني لأعجب له كيف يهتدي لها، فراراً من الناس أن يقال: هذا أيوب. وقال شعبة: ربما ذهبت مع أيوب لحاجة فلا يدعني أمشي معه، ويخرج من هاهنا وهاهنا لكي لا يُفْطن له.

## اتباعه للسنة وذمه للبدع وأهلها
قال حماد بن زيد: أيوب عندي أفضل من جالسته وأشده اتباعاً للسنة. قال سعيد بن عامر الضبعي عن سلام بن أبي مطيع قال: رأى أيوب رجلاً من أصحاب الأهواء فقال: إني لأعرف الذلة في وجهه ثم تلا: ﴿سَيَنَالُهُمْ غَضَبٌ مِنْ رَبِّهِمْ وَذِلَّةٌ﴾ [ الأعراف:152 ] ثم قال: هذا لكل مفتر، وكان يسمي أصحاب الأهواء خوارج، ويقول: إن الخوارج اختلفوا في الاسم واجتمعوا على السيف. وقال له رجل من أهل الأهواء: يا أبا بكر أسألك عن كلمة؟ فولى وهو يقول: ولا نصف كلمة مرتين. وعن هشام بن حسان عن أيوب السختياني قال: ما ازداد صاحب بدعة اجتهاداً إلا ازداد من الله بعداً.
وعن ابن عيينة قال: قال أيوب: إنه ليبلغني موت الرجل من أهل السنة فكأنما يسقط عضو من أعضائي.

## درر من أقواله
عن عبيد الله بن شميط قال: سمعت أيوب السختياني وهو يقول: لا يستوي العبد -أو لا يسود العبد- حتى يكون فيه خَصْلتان: اليأس مما في أيدي الناس، والتغافل عما يكون منهم. وعن حماد بن زيد قال: قال لنا أيوب: إنك لا تبصر خطأ معلمك حتى تجالس غيره، وتجالس الناس. وعن حماد بن سلمة قال: سمعت أيوب يقول: إن قوماً يتنعمون ويأبى الله إلا أن يضعهم، وإن قوما يتواضعون ويأبى الله إلا أن يرفعهم. وعن حماد بن زيد قال: قال لي أيوب: الزم سوقك فإنك لا تزال كريماً على إخوانك ما لم تحتج إليهم. وعن مخلد بن الحسين قال أيوب: ما صدق عبد قط فأحب الشهرة.

## وفاته
قال الذهبي: «اتفقوا على أنه توفي سنة إحدى وثلاثين ومائة بالبصرة زمن الطاعون، وله ثلاث وستون سنة، وآخر من روى حديثه عالياً أبو الحسن بن البخاري».